# Мазурмович, Борис Николаевич
Борис Николаевич Мазурмович (4 (17) марта 1904, Киев, Российская империя — 29 января 1984, Киев, Украинская ССР) — украинский зоолог, историк биологии, доктор биологических наук, профессор.

## Биография
Родился в Киеве в семье учителя. Учился в Киевской гимназии. В 1921 году поступил в Институт народного просвещения, после окончания которого в 1926 году был рекомендован в аспирантуру при кафедре зоологии беспозвоночных Киевского национального университета им. Т. Шевченко под руководством профессора М. М. Воскобойникова. С 1935 года работал на кафедре зоологии беспозвоночных Киевского университета. Ассистент (1935—1951), доцент (1951—1973), профессор (с 1973 года) кафедры. Ученик академика А. П. Маркевича. Кандидатскую диссертацию защитил в 1950 году на тему — «Паразитические черви амфибий окрестностей Киева, их взаимоотношения с хозяевами во внешней среде». Докторская диссертация — «Развитие зоологии на Украине» (1969).
Он предложил ввести полевую практику для студентов биологического факультета в Киевском университете (введена в 1936 году). Возглавлял студенческие экспедиции на территории Украины и в другие регионы СССР (Белое море, Средняя Азия, Дальний Восток).

## Основные направления научной деятельности
Сфера научных исследований: зоология беспозвоночных, паразитология, история биологии. Занимался изучением паразитов амфибий различных районов Украины. Автор ряда монографий по истории развития биологии на Украине, учебников и учебных пособий по зоологии. Он изучал развитие основных зоологических дисциплин в СССР. Исследовал наземную, пресноводную и морскую фауну, изучал вклад украинских ученых в разработку систематики животных и в зоогеографию, работы по функциональной морфологии, палеозоологии и филогении, зоопаразитологии и экологии. Награждён Почётным дипломом АН СССР за серию исследований по истории зоологии на Украине (1970).

## Основные труды
- Мазурмович Б. Н. — «Паразитические черви амфибий и их взаимоотношения с хозяевами и внешней средой», К., 1951
- Мазурмович Б. М., Шульга І. К. — «Видатні вітчизняні зоологи», К., «Радянська школа», 1953
- Мазурмович Б. Н., Шульга И. К. Выдающиеся отечественные зоологи / Б. Н. Мазурмович, И. К. Шульга. — М.: Учпедгиз, 1955. — 296 с. — 20 000 экз. (в пер.)
- Мазурмович Б. Н. — «О жизни и деятельности профессора Киевского университета А. А. Коротнева» // Труды Института истории естествознания и техники АН СССР", 1958, т. 24, с. 196—211.
- Мазурмович Б. Н. Выдающиеся отечественные зоологи: Пособие для учителей средней школы. — М.: Учпедгиз, 1960. — 428 с. — 8000 экз.
- Мазурмович Б. Н. — «О жизни и деятельности зоолога В. К. Совинского» // Труды Института истории естествознания и техники. Серия биол.науки — 1961, Т. 4, вып. 10
- Мазурмович Б. Н. — «Паразитические черви амфибий Советских Карпат и прилегающих районов», Ужгород, 1965
- Мазурмович Б. Н., Бошко Г. В. — «Научная, педагогическая и общественная деятельность академика АН УССР А. П. Маркевича» // Паразиты человека и животных. — 1965. — с. 5-19
- Мазурмович Б. Н. — «О жизни и деятельности Д. К. Третьякова (1878—1950)» // Вестник зоологии, 1971, № 2, с. 84-87
- Мазурмович Б. Н. — «Розвиток зоології на Україні», К., 1972
- Мазурмович Б. Н. — «Розвиток науки в Київькому університеті за сто років», К., 1975
- Мазурмович Б. Н. Иван Иванович Пузанов, 1885—1971 / Б. Н. Мазурмович. — М.: Наука, 1976. — 88 с. — (Научно-биографическая серия). — 11 500 экз. (обл.)
- Мазурмович Б. Н., Полянский Ю. И. — «Валентин Александрович Догель 1882—1955», М., «Наука», 1980
- Мазурмович Б. М., Коваль В. П. — «Зоологія безхребетних. Навчально-польова практика», К., Вища школа, 1982, 184 с.
- Мазурмович Б. Н. — «Александр Михайлович Никольский», «Наука», Москва, 1983